# Tasmannia
Tasmannia é um género de plantas com flor pertencente à família Winteraceae, que agrupa c. de 40 espécies nativas da Austrália, Nova Guiné, Celebes, Bornéu e Filipinas. O género está associado às zonas húmidas da flora antárctica do hemisfério sul. Os membros da família têm geralmente cascas e folhas aromáticas, e algumas são utilizadas para extrair óleos essenciais. Os frutos e as folhas com sabor apimentado (especialmente secos) deste género são cada vez mais utilizados como condimento na Austrália. O sabor picante pode ser atribuído a uma molécula chamada poligodial.

## Taxonomia
A primeira descrição deste género foi publicada por Robert Brown. As espécies de Tasmannia foram anteriormente classificadas no género Drimys, um grupo de Winteraceae nativas dos Neotrópicos. Estudos recentes levaram a um consenso crescente entre os botânicos para dividir o género em dois, com as espécies neotropicais no género Drimys, e as espécies australianas classificadas no género Tasmannia.

### Espécies
| - Tasmannia acutifolia - Tasmannia arfakensis - Tasmannia beccariana - Tasmannia brassii - Tasmannia buxifolia - Tasmannia coriacea - Tasmannia cyclopum - Tasmannia densifolia - Tasmannia dictyophlebia - Tasmannia dipetala - Tasmannia elongata - Tasmannia fistulosa - Tasmannia glaucifolia - Tasmannia grandiflora - Tasmannia hatamensis - Tasmannia insipida - Tasmannia lamii - Tasmannia lanceolata - Tasmannia macrantha - Tasmannia membranea | - Tasmannia microphylla - Tasmannia monticola - Tasmannia montis-wilhelmii - Tasmannia myrtoides - Tasmannia obovata - Tasmannia oligandra - Tasmannia pachyphylla - Tasmannia parviflora - Tasmannia piperita - Tasmannia pittosporoides - Tasmannia purpurascens - Tasmannia reticulata - Tasmannia rosea - Tasmannia rubiginosa - Tasmannia stipitata - Tasmannia vaccinioides - Tasmannia verticillata - Tasmannia vickeriana - Tasmannia xerophila |